# Остапчук Сергій Васильович
Сергі́й Васи́льович Остапчу́к (18 липня 1970 — 25 червня 2018) — сержант Збройних сил України, учасник російсько-української війни.

## Життєпис
Народився 1970 року в місті Хмельницький (за іншими даними - в смт. Антоніни Красилівського району); навчався у хмельницькій ЗОШ №22, потім у ПТУ №8, де отримав професію слюсаря. З 1994 по 1997 рік служив у ракетній дивізії міста Хмельницького. Після проходження строкової служби працював слюсарем ремонтної бригади - в Антонінському ремонтно-транспортному підприємстві. 2008 року прийнятий на посаду столяра та електромонтера у міську поліклініку №2, з 2013-го працював слюсарем комунального підприємства «Електротранс».
У 2015 році мобілізований в ряди ЗСУ, згодом вирішив продовжити службу на контракті від 2016-го - сержант, механік-водій (БМП) 72-ї бригади. 
24 червня 2018 року зазнав поранення під час інженерних робіт з облаштування спостережного поста поблизу смт. Луганське - із настанням темряви противник вів прицільний вогонь з АГС та великокаліберних кулеметів від Лозового. Сергій чергував на блокпосту зі своїм побратимом, коли під час чергової атаки противника перед ними розірвалася міна; обох бійців одразу відвезли до лікарні.
25  червня 2018-го помер від вогнепально-осколкового поранення у реанімаційному відділенні лікарні Бахмута. 
29 червня 2018  року похований на Алеї Слави кладовища «Ракове».
Без Сергія лишилися батьки і двоє братів.

## Нагороди та вшанування
- указом Президента України № 239/2018 від 23 серпня 2018 року «за особисту мужність і самовіддані дії, виявлені у захисті державного суверенітету та територіальної цілісності України, зразкового виконання військового обов'язку» — нагороджений орденом «За мужність» III ступеня (посмертно)[1]
- Почесний громадянин міста Хмельницького (рішення позачергової 24-ї сесії Хмельницької міської ради №1 від 28 вересня 2018 року).